# Ссёлки
Ссёлки — отдалённый микрорайон в Правобережном округе города Липецка.
Несмотря на то, что район входит в состав Правобережного округа, он целиком располагается на левом берегу реки Воронеж. Эта северо-восточная окраина города расположена на внешней стороне Липецкой кольцевой автодороги (ЛКАД) в 11 км (15,5 км по автодорогам) от центра города.

## История
Ссёлки возникли не позднее XVI века, известны по документам с середины XVII столетия. Вплоть до первой четверти XVIII века село имело название Старое Лодыгино. Село запустело, по-видимому, в начале XVII века. На это указывает документ 1652 года: «… против села Ситова за рекою Лесным Воронежем на нагайской стороне, что было старое село Ладыгино». В середине XVII века на месте села находился острог с башней. Село было вновь заселено во второй половине XVII века. В то время оно входило в состав Сокольского уезда (административный центр уезда — город Сокольск). В переписной книге Сокольского уезда 1716 года село указано с названием Старое Лодыгино. В нём была деревянная церковь Михаила Архангела, построенная в 1692 году. Но уже в ревизской сказке 1722—1727 годов это село зафиксировано как Ссёлки. Данное название закрепилось в позднейших документах.
При строительстве Белгородской черты в середине XVII века некоторые селения оказались на внешней стороне черты. Их жителей сселяли и переводили за черту. Но через непродолжительное время переселённые жители возвращались на прежнее место, возрождая своё селение. В данном случае ссёлки — место, с которого сселялись крестьяне, а потом возвращались на него (нынешнее село находится за пределами Белгородской черты).
В 1862 году в казённом селе Ссёлки 1-го стана Липецкого уезда Тамбовской губернии, находившемся на почтовом тракте из Липецка в Козлов, было 172 двора и 1305 жителей (628 мужчин и 677 женщин), православная церковь.
По данным подворной переписи начала 1883 года в селе Ссёлки Сокольской волости Липецкого уезда проживало 1542 бывших государственных крестьянина в 234 домохозяйствах (778 мужчин и 764 женщины). К селу относилось 2832,1 десятины удобной надельной земли и 534,6 — неудобной; кроме того, имелось 82 десятины четвертной земли у 17 домохозяев. Было 407 лошадей, 554 головы КРС, 2711 овец и 170 свиней. В селе находилось 19 промышленных заведений, 1 трактир или питейный дом и 1 торговое заведение. Было 15 грамотных.
По переписи 1897 года — 1850 жителей (927 мужчин, 923 женщины), все православные.
В 1895—1905 годах в Ссёлках построена новая каменная церковь Михаила Архангела ().
В 1911 году в селе было 300 дворов, проживало 2136 человек (1074 мужчины и 1062 женщины), великороссы, земледельцы. Была церковно-приходская одноклассная школа. Штат церкви Михаила Архангела состоял из священника, дьякона и псаломщика. Ей принадлежало 1,5 десятины усадебной и 33 десятины полевой земли в чересполосном владении с крестьянской.
По переписи 1926 года в селе Бутырской волости Липецкого уезда было 502 двора русских и 2547 жителей (1204 мужчины, 1343 женщины). До войны здесь насчитывалось 504 двора.
В 1984 году село вошло в состав Правобережного района Липецка. До этого Ссёлки были центром Ссёлковского сельсовета Липецкого, затем Грязинского района Липецкой области. В 1994 году сельская администрация была упразднена.

## Известные жители
Ссёлки — родина известного советского боксёра Петра Заева (1953—2014). Здесь же он и похоронен.

## Инфраструктура и транспорт
Имеются средняя школа № 35, детский сад № 37, центр врача общей практики, несколько магазинов и супермаркетов. В Ссёлки ходят автобусы № 39. Проходят через Ссёлки: 39а, 44, 62, 64, 132, 137, 139, 141, 236, 240.

## Археология
В окрестностях села найдены поселения репинской, абашевской, срубной и городецкой культур эпохи бронзы — раннего железного века (III—I тыс. до н. э.).